# 次世代ロボット研究機構
早稲田大学次世代ロボット研究機構（わせだだいがくじせだいロボットけんきゅうきこう、英: Future Robotics Organization）は、早稲田大学に本部を持つロボット工学の研究組織である。

## 概要
2015年（平成27年）に創設され、ロボット工学を中心にヘルスケア、共創、災害対応などへの応用展開を目的とした研究組織である。藤江正克、高西淳夫、菅野重樹、山川宏、大谷淳、小林洋などの研究者が所属している。

## 研究拠点
ヘルスケアロボティクス研究所
手術、福祉、看護支援ロボットシステムの開発、医療ロボット技術のインフラ保持への展開、ロボット技術のスポーツ科学への応用を実施している。
ヒューマン・ロボット共創研究所
人間共存型ロボットの能動的な働きかけによる人間協調技術の研究、共創を促すインタフェースデザインの研究、共創ロボットにおける機械学習の研究を実施している。
災害対応ロボティクス研究所
4腕式極限作業ロボットの開発、極限環境を踏破可能なロボット技術の開発を実施している。